# Kinokompaniya CTB
Kinokompaniya CTB (del ruso: Кинокомпания «СТВ») es una empresa productora de cine de San Petersburgo, Rusia, y una de las más importantes del país tras la disolución de la Unión Soviética. CTB fue fundada en 1992 y desde entonces ha producido una gran cantidad de películas de ficción y de animación en Rusia hasta convertirse en la principal productora de cine ruso, gracias al éxito de películas como Brat (1997) o Mongol (2007). CBT produce y coproduce, también, un importante número de películas al año en todo el mundo.

## Filmografía
La siguiente es una lista incompleta de la filmografía de CTB:
- 1994 - El castillo (Zamok)
- 1997 - Operación Año Nuevo (Operatsiya „S novym godom!“)
- 1997 - Hermano (Brat)
- 1998 - De monstruos y hombres (Pro urodov i lyudey)
- 2000 - Hermano 2 (Brat 2)
- 2001 - Hermanas (Sostry)
- 2002 - El beso del oso (coproducción internacional)
- 2002 - El cuco (Kukushka)
- 2002 - Guerra (Voyna)
- 2003 - Bummer
- 2007 - Mongol (coproducción internacional)
- 2007 - Cargo 200 (Gruz 200)
- 2010 - Tres héores y la reina de Shamakhi (coproducción de animación)
- 2013 - Caníbal (coproducción internacional)